# Stadsbrand van Tiel (1420)
De stadsbrand van 1420 behoort tot de grootste stadsbranden die Tiel hebben geteisterd. 
Om tien uur 's avonds raakte in het dorp Zandwijk bij een kruispunt een huis in brand. Het vuur sloeg over naar aanpalende panden en al snel stonden alle huizen op de dam tussen Tiel en Zandwijk in brand. Hier bleef het echter niet bij. Al snel stond de gehele stad Tiel in lichterlaaie. 
Alleen de Sint-Maartens- en de Sint-Walburgiskerk, het tolhuis en tien huizen bleven gespaard. Bij deze stadsbrand kwamen twee mensen om. 

## Externe bron
- zie punt 763 op www.biesbosch.nu